# Погребы (Черниговская область)
Погребы́ (укр. Погреби) — село в Прилукском районе Черниговской области Украины. Население — 517 человек. Занимает площадь 3,675 км².
Код КОАТУУ: 7424187001. Почтовый индекс: 17560. Телефонный код: +380 4637.

## География
Расстояние до районного центра:Прилуки : (31 км.), до областного центра:Чернигов ( 105 км. )
Расстояние до столицы:Киев ( 104 км. ), до аэропортов:Борисполь (81 км.).  Ближайшие населенные пункты: Николаевка 2 км, Знаменка 4 км, Бажановка 5 км.

## Власть
Орган местного самоуправления — Погребовский сельский совет. Почтовый адрес: 17560, Черниговская обл., Прилукский р-н, с. Погребы, ул. Нежинская, 127.